# Доманцевич, Марина Францевна
Мари́на Фра́нцевна Доманце́вич (бел. Марына Францаўна Даманцэвіч; род. 10 февраля 1984, Деревная, Минская область) — белорусская легкоатлетка, специалистка по бегу на длинные дистанции и марафону. Выступает за сборную Белоруссии по лёгкой атлетике с 2010 года, победительница и призёрка ряда крупных международных забегов на шоссе, участница летних Олимпийских игр в Рио-де-Жанейро. Мастер спорта Республики Беларусь международного класса.

## Биография
Марина Доманцевич родилась 10 февраля 1984 года в посёлке Деревная Столбцовского района Минской области Белорусской ССР.
Увлекалась бегом с детства, состояла в юношеской сборной Белоруссии. Окончила Минское областное училище олимпийского резерва, где впоследствии работала педагогом-воспитателем. В связи с работой мужа и рождением дочери на некоторое время вынуждена была уйти из спорта, но в 2009 году вернулась в интенсивным тренировкам, продолжив подготовку под руководством Василия Николаевича Зайцева, специалиста ДЮСШ ПО ОАО «Нафтан» Белхимпрофсоюза.
Первого серьёзного успеха в беге на шоссе добилась в сезоне 2010 года, когда с результатом 2:38:16 выиграла Рижский марафон, а затем стала победительницей Познанского марафона, показав результат 2:36:30.
В 2011 году была третьей на Краковском марафоне (2:35:22), выиграла Лодзинский (2:42:20) и Кошицкий (2:33:53) марафоны, финишировала пятой на марафоне в Макао (2:35:57).
В 2012 году заняла шестое место на Венском марафоне (2:32:18), выиграла полумарафоны в Пиле и Пуцке, стала второй на Кошицком марафоне (2:31:29), одержала победу на чемпионате Белоруссии в беге на 10 000 метров.
В 2013 году показала второй результат на Варшавском марафоне (2:33:00), была лучшей на Познанском марафоне (2:36:02), выиграла три полумарафона на территории Польши. В составе белорусской национальной сборной принимала участие в Кубке Европы по бегу на 10 000 метров в Правеце, где заняла 14-е место в личном зачёте и вместе со своими соотечественницами стала бронзовой призёркой в командном зачёте. В концовке сезона отметилась выступлением на Калифорнийском международном марафоне в Сакраменто, с результатом 2:42:33 стала здесь тринадцатой.
В 2014 году финишировала третьей на Варшавском марафоне (2:33:56), победила на Минском полумарафоне (1:13:33) и Осакском марафоне (2:33:04). Бежала марафон на чемпионате Европы в Цюрихе — с результатом 2:33:57 заняла итоговое 18-е место.
В 2015 году была четвёртой на Варшавском марафоне (2:30:07), выиграла два полумарафона в Польше, вновь одержала победу на Осакском марафоне (2:32:28). Стартовала на Кубке Европы по бегу на 10 000 метров в Кальяри — 12-е место в личном зачёте и 6-е место в командном зачёте.
На Варшавском марафоне 2016 года пришла к финишу третьей (2:32:12). Позже выиграла полумарафон во Вроцлаве, заняла 18-е место на полумарафоне в рамках чемпионата Европы в Амстердаме. Выполнив с большим запасом олимпийский квалификационный норматив (2:45:00), благополучно прошла отбор на летние Олимпийские игры в Рио-де-Жанейро — здесь в программе женского марафона показала время 2:37:34 и расположилась в итоговом протоколе на 45-й строке. В завершении сезона финишировала пятой на Минском полумарафоне (1:14:24) и седьмой на Сайтамском международном марафоне (2:34:50).
В 2017 году, несмотря на падение, выиграла забег на 56 км «Два океана» в Кейптауне.
На чемпионате Европы 2018 года в Берлине финишировала в марафоне четвёртой, установив свой личный рекорд в данной дисциплине — 2:27:44. В рамках разыгрывавшегося здесь Кубка Европы вместе с Ольгой Мазурёнок и Анастасией Ивановой выиграла женское командное первенство — их суммарное время 7:21:54 стало рекордом этих соревнований.
Помимо спортивной карьеры работает тренером в тренажёрном зале, основательница клуба любителей бега в Новополоцке.